# Hvis Lyset Tar Oss
A Hvis Lyset Tar Oss a norvég black metal zenekar, a Burzum harmadik nagylemeze. A Grieghallen stúdióban lett felvéve 1992 szeptemberében, de 1994 áprilisában lett kiadva a Misanthropy Records és Varg Vikernes saját kiadója, a Cymophane Productions által. Ezt az albumot a black metal műfaj egyik klasszikusának tekintik.

## Háttér
Varg Vikernes az első négy Burzum-albumot 1992 januárja és 1992 szeptembere között vette fel a Grieghallen stúdióban, Bergenben, viszont a felvételek elkészülte és a kiadás között több hónap telt el.
Az album borítóját Theodor Kittelsen készítette.

## Számlista
Az összes szám szerzője Varg Vikernes. 
| #  | Cím                       | Hossz |
| -- | ------------------------- | ----- |
| 1. | Det som en gang var       | 14:21 |
| 2. | Hvis lyset tar oss        | 8:04  |
| 3. | Inn i slotet fra droemmen | 7:51  |
| 4. | Tomhet                    | 14:11 |

## Közreműködők
- Varg Vikernes – összes hangszer, ének, dalszöveg, producer
- Pytten – producer

## Fordítás
Ez a szócikk részben vagy egészben  a   Hvis lyset tar oss című angol Wikipédia-szócikk fordításán alapul.  Az eredeti cikk szerkesztőit annak laptörténete sorolja fel. Ez a jelzés csupán a megfogalmazás eredetét és a szerzői jogokat jelzi, nem szolgál a cikkben szereplő információk forrásmegjelöléseként.